# Toxoproctis helpsi
Toxoproctis helpsi är en fjärilsart som beskrevs av Holloway 1999. Toxoproctis helpsi ingår i släktet Toxoproctis och familjen tofsspinnare. Inga underarter finns listade i Catalogue of Life.